# La Goulue
La Goulue cujo nome verdadeiro era Louise Weber (12 de julho de 1866 - 30 de janeiro de 1929), foi uma popular dançarina francesa de Cancan.

## Biografia
Louise Weber nasceu em Clichy, em uma família judia originária da Alsácia. Sua mãe era lavadeira na cidade. Aos dezesseis anos de idade, Louise trabalhava com sua mãe e gostava de dançar. Pegava roupas das clientes e as vestia para frequentar pequenos salões de baile
Louise Weber conheceu Charles Desteuque, um homem popular e que ficaria conhecido como "o descobridor de La Goulue". Viveu com um certo Goulu-Chilapane num hotel particular na Avenida du Bois. Estreou no Teatro de Revista, no circo Fernando. Grille d'égout, uma dançarina e coreógrafa de Céleste Mogador deu-lhe lições de dança e a enviou para Montparnasse, ao Balé Bullier e ao Café Closerie des Lilas. Os sócios Joseph Oller e Charles Zidler estavam promovendo o Cancan, como uma dança de quadrilha naturalista feita por mulheres. Louise se destacou entre as dançarinas ao se apresentar à audiência masculina revolvendo as saias e pondo à mostra suas rendas íntimas, além de tirar os chapéus dos homens com os dedos do pé e os chutar para longe. Seu hábito de beber rapidamente o conteúdo dos copos das mesas dos fregueses lhe valeu o apelido de La Goulue (A Gulosa).
Em Montmartre, La Goulue reencontra Auguste Renoir e se junta a um grupo de modelos que posam para artistas e fotógrafos. Achille Delmaet, companheiro de Marie-Juliette Louvet, fica famoso com as fotos de La Goulue nua.

### Moulin Rouge

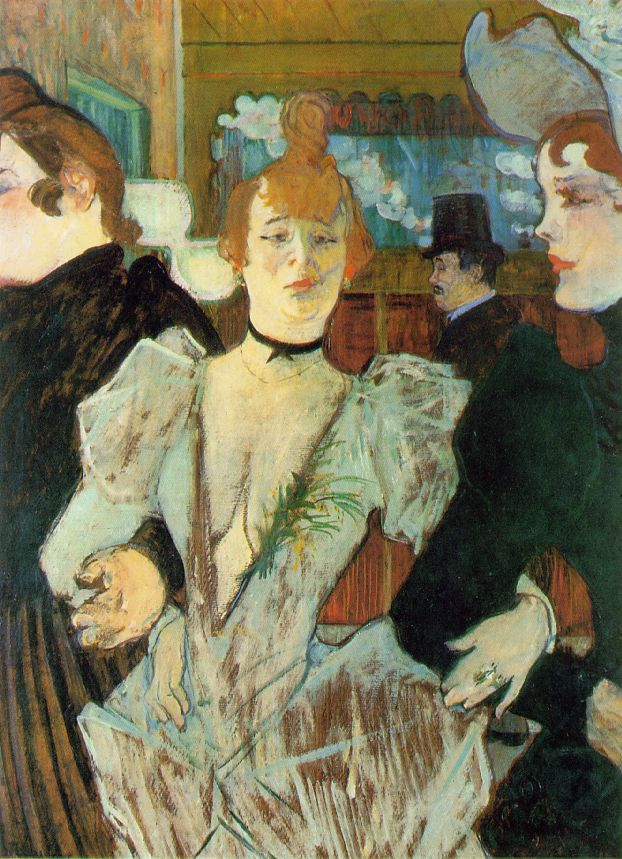
La Goulue chega ao Moulin Rouge - 1892
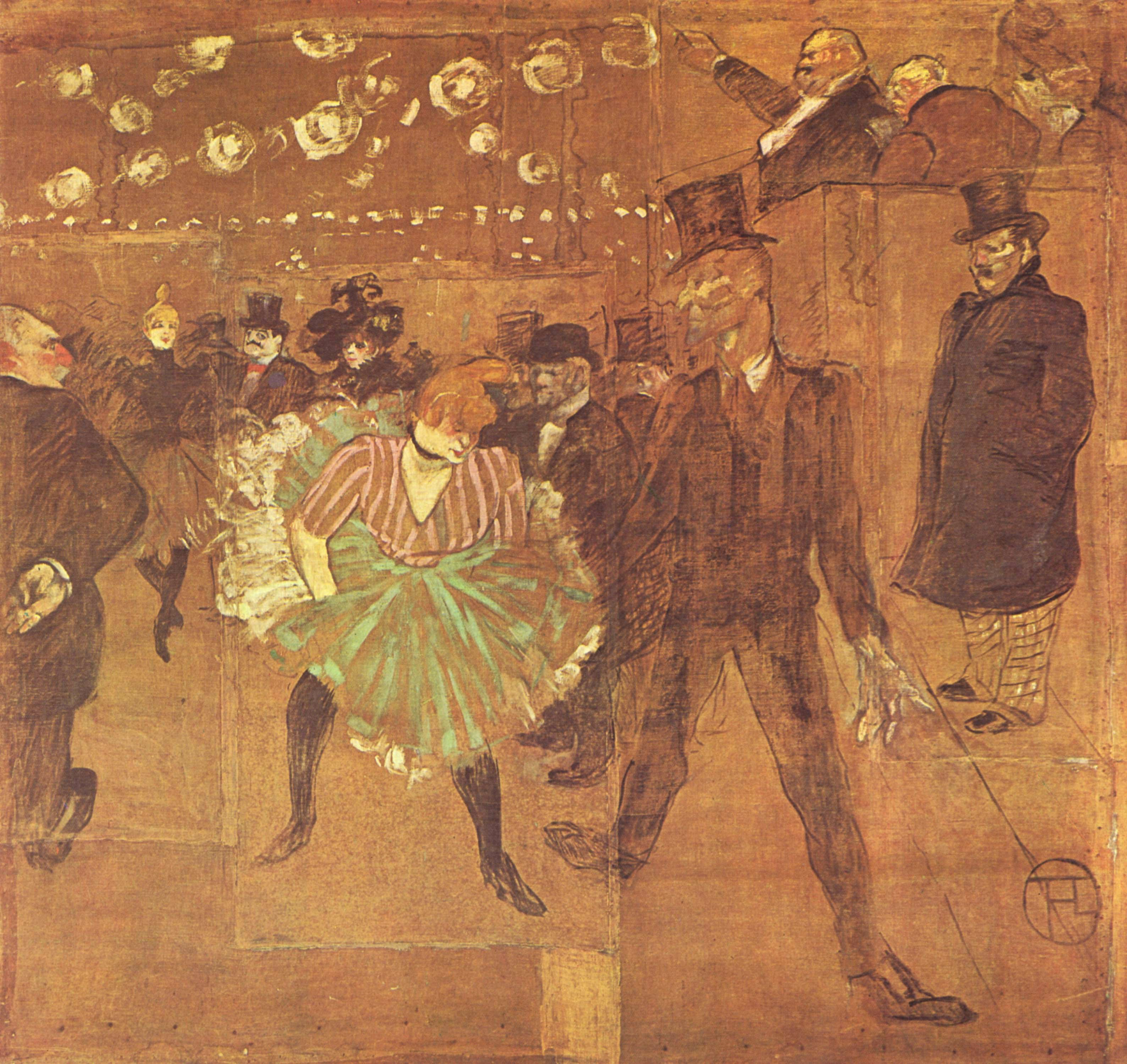
La Goulue e Valentin - 1895
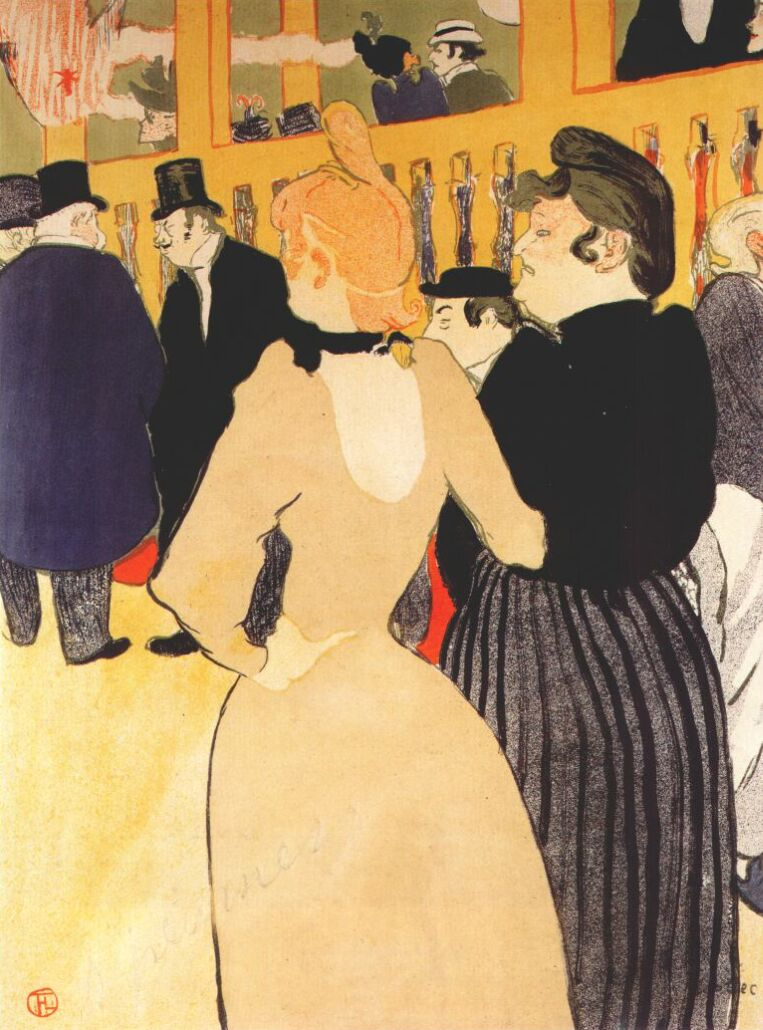
La Goulue e Môme Fromage - 1892

Louise é dançarina de Charles Zidler e Joseph Oller quando eles abrem o Moulin Rouge em  1889. Louise faz par com Jules Étienne Edme Renaudin (1843-1907), um comerciante de vinhos que se tornaria também um célebre dançarino. Ele adota o nome artístico de Valentin le Désossé ("Valentin Carne-sem-ossos"). Juntos dançam uma variação do Cancan chamado de «chahut». Os dois apareceriam no célebre cartaz da casa de 1891 feito pelo artista Toulouse-Lautrec e em várias outras gravuras (principalmente La Goulue).
A dança do casal é muito apreciada, mas é La Goulue que é a estrela com sua dança audaciosa e cativante. La Goulue foi a primeira vedete a inaugurar o palco do Olympia de Paris, fundado por Joseph Oller em 1893.

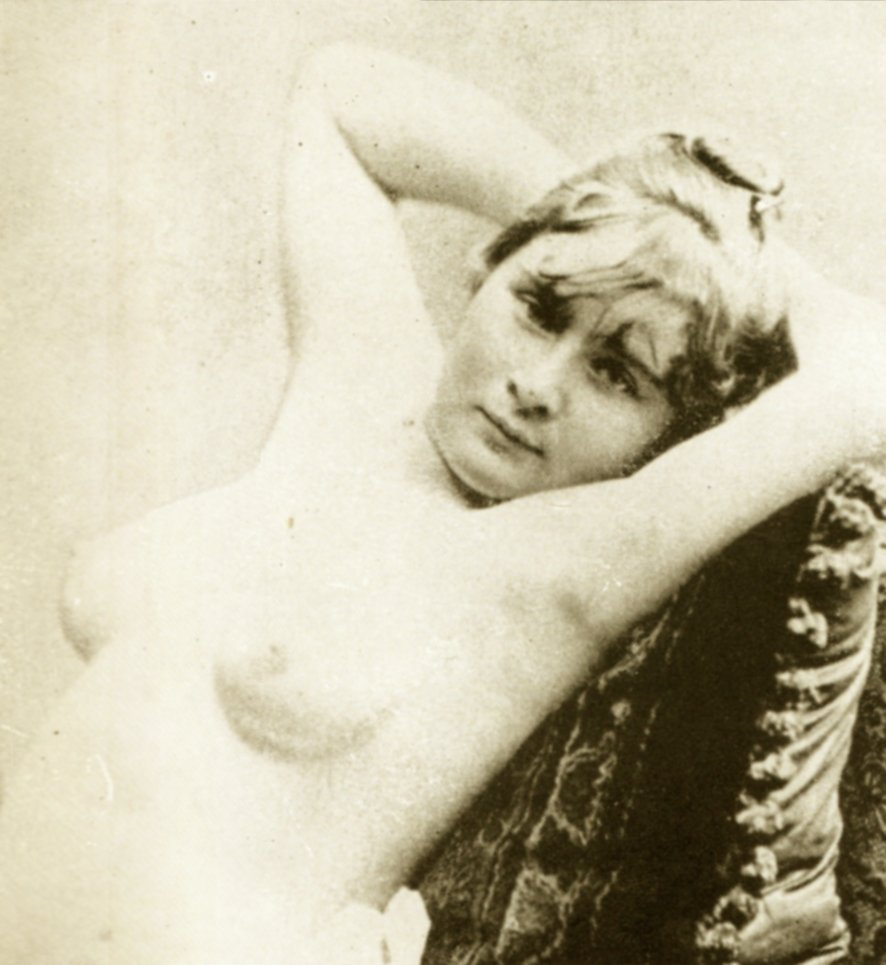
La Goulue em 1885
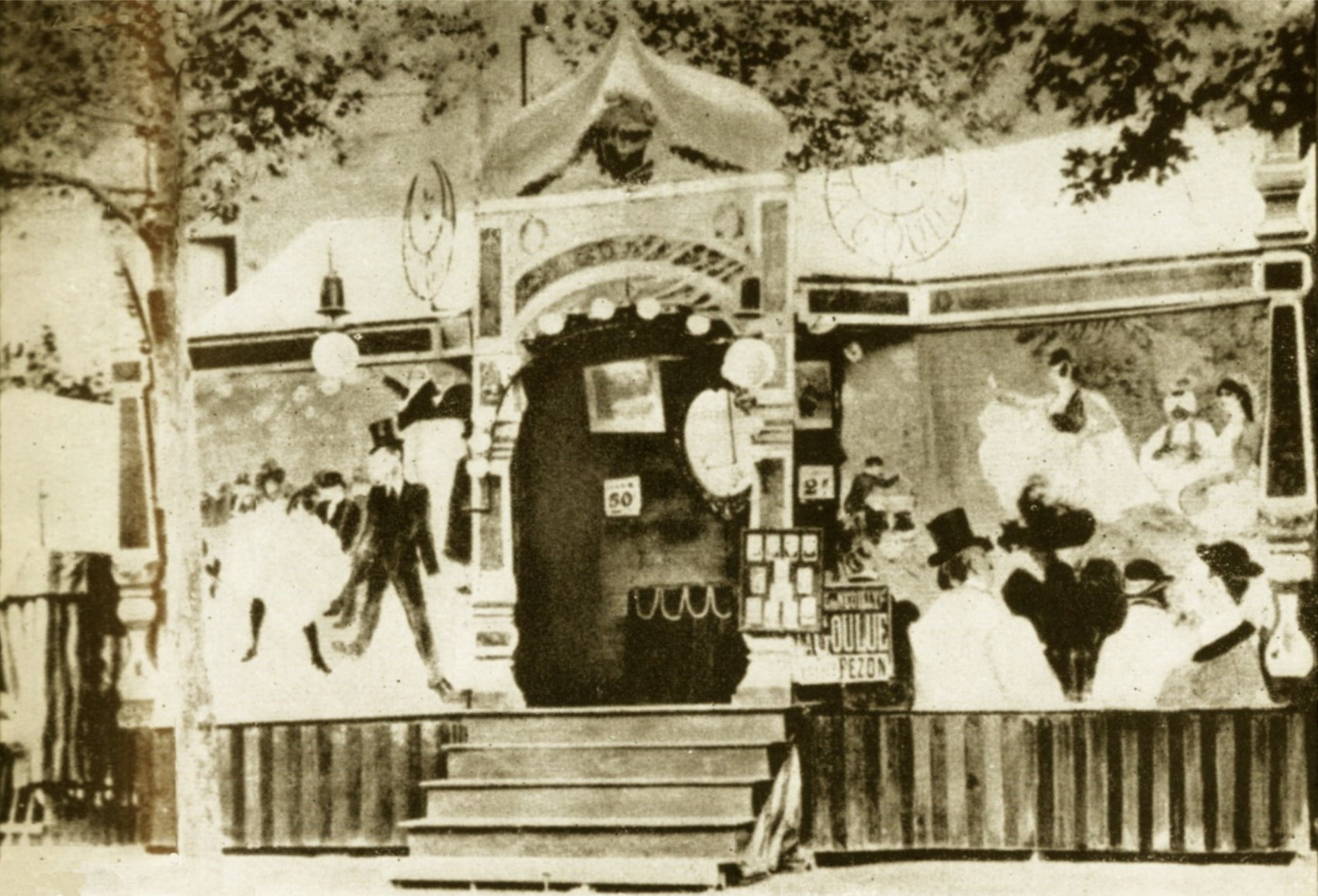
Sua tenda em 1895
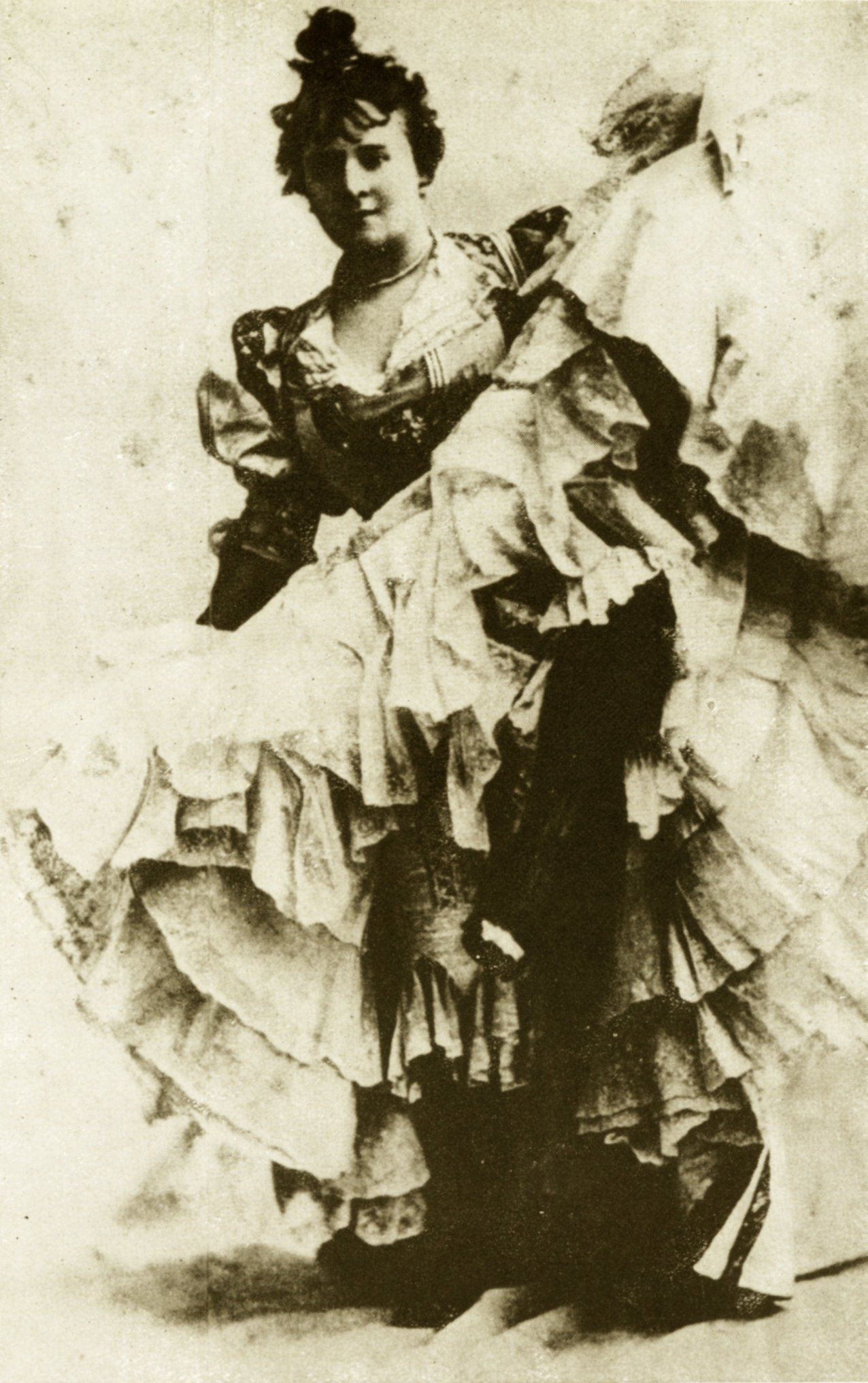
La Goulue em 1890

### Decadência

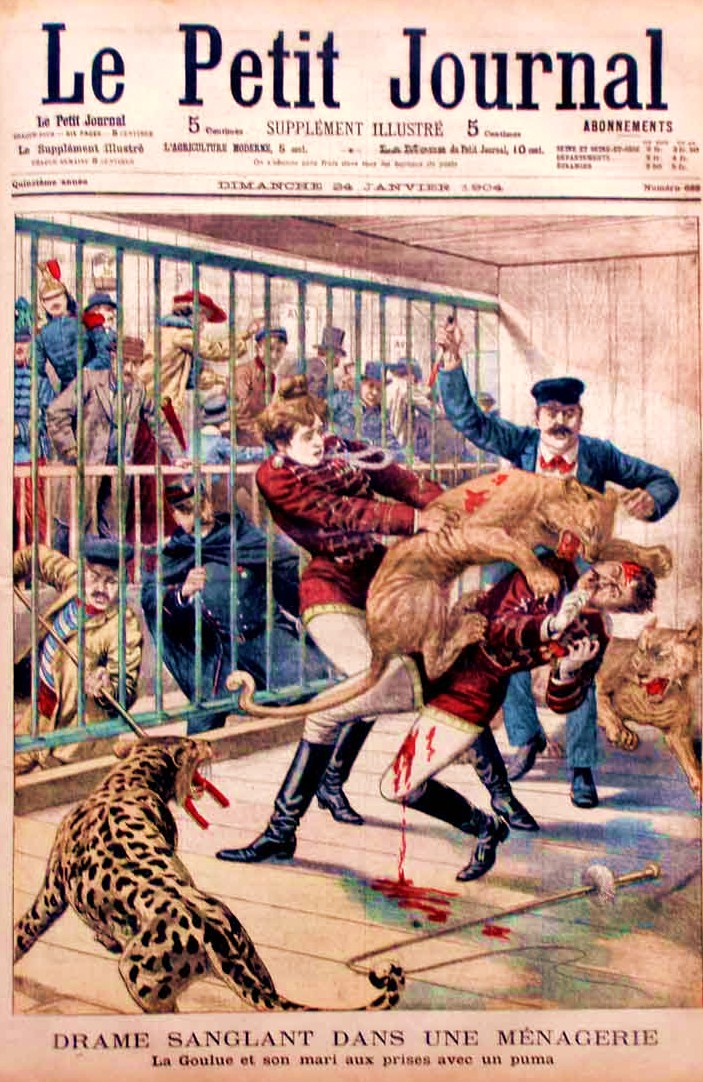
La Goulue e seu marido atacado por feras, 24 de janeiro de 1904

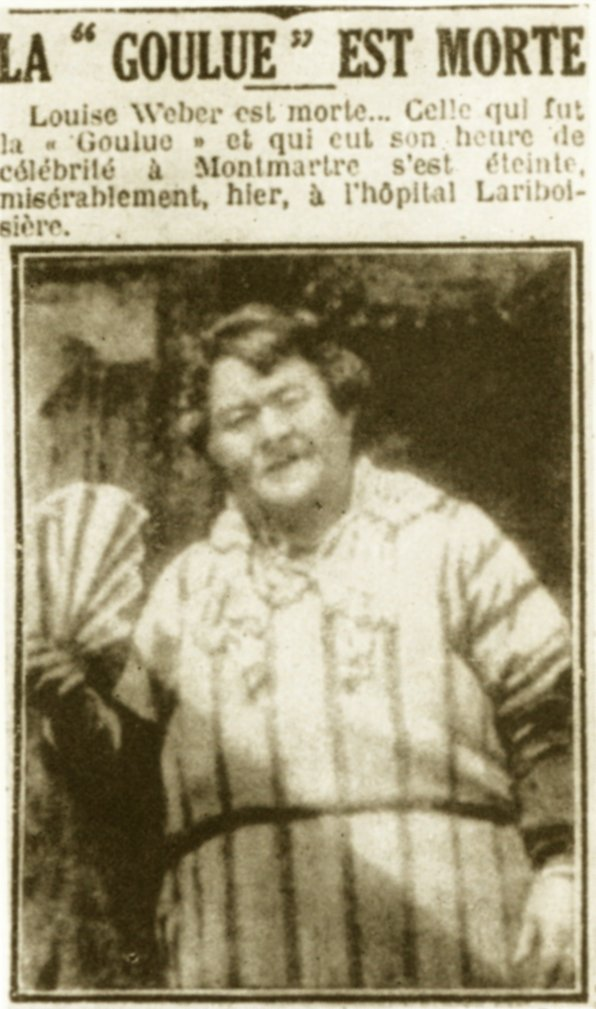
Notícia de jornal anunciando a morte de La Goulue

Rica e famosa, em 1895 La Goulue decide deixar o Moulin Rouge e investe em seu próprio negócio, participando de um show que faz parte de uma feira que viaja pelo país. Ela decora sua tenda de dança oriental com gravuras de Lautrec. Apresentando-se para uma plateia diferente, o show não foi bem-sucedido. Em dezembro de 1895 nasceu o seu filho, Simon Victor, de pai desconhecido.
Em 1900, La Goulue se casou com o mágico Joseph-Nicolas Droxler. O casal morou no boulevard de Rochechouart. Droxler se tornou domador e junto com a mulher se apresentaram em feiras e circos de 1904 a 1907, quando ela representava estar em perigo ameaçada pelos leões. O casal foi atacado pelos animais e La Goulue abandonou o número e tentou a carreira de atriz de teatro. Ela já estava separada de Droxler quando ele morreu na guerra, em 1914. O filho Simon-Victor morreu em 1923, com 27 anos de idade. La Goulue agora Louise já estava empobrecida e entregue ao alcoolismo.
Com problemas pela obesidade, La Goulue é internada no hospital Lariboisière e vem a falecer em 1929. Foi enterrada no cemitério de Pantin, com a presença de Pierre Lazareff, diretor do Moulin-Rouge. Seus restos foram transferidos para o cemitério de Montmartre em 1992. "Esta é La Goulue que inspirou Lautrec!", disse a atriz Arletty durante a cerimônia oficial.